# Wilter Ayoví
Wilter Andrés Ayoví Mina (Guayaquil, 17 aprile 1997) è un calciatore ecuadoriano, attaccante del Libertad.

## Caratteristiche tecniche
È un'ala destra.

## Carriera

### Club
Ha giocato nella prima divisione ecuadoriana.

### Nazionale
Con la nazionale Under-20 ecuadoriana ha preso parte al campionato sudamericano 2017 ed al Mondiale 2017.